# Abessinienkrisen
Abessinienkrisen var en diplomatisk krise i mellemkrigstiden, nærmere bestemt i 1935-1936, som sluttede med, at Mussolinis Italien invaderede Abessinien (senere Etiopien) under den anden italiensk-abessinske krig, fordrev kejseren Haile Selassie og forsøgte at forvandle landet til en koloni (formelt et kejserdømme under den italienske konge Viktor Emanuel 3.).
Krisen begyndte, da italienerne – i strid med de to landes venskabspagt – opførte et militært anlæg ved oasen Walwal i Ogaden. Anlægget blev opført i hemmelighed i begyndelsen af 1930'erne og blev først opdaget den 23. november 1934 af en grænsekommission, som skulle kontrollere grænserne mellem Abessinien og de italienske kolonier i Italiensk Somaliland. Den 5. december udbrød en skudveksling mellem italienske og abessinske tropper ved fortet. Begge sider beskyldte modparten for at være årsag til episoden. Omkring 200 soldater faldt under kampene.
Under krisen, som fulgte, rettede Abessinien henvendelse til Folkeforbundet. Den franske udenrigsminister Pierre Laval og den britiske Samuel Hoare skitserede i hemmelighed et kompromis, som skulle give størstedelen af landet til Italien. Anledningen var dels at man ville undgå krig med Italien, dels at man ville bibeholde landet som allieret i den forventede konflikt med Tyskland.
Da planen blev afsløret, reagerede den britiske opinion voldsomt, og Hoare blev tvunget til at træde tilbage. Premierminister Stanley Baldwin henviste til Englands militære svaghed som årsagen til at gå på kompromis. Resultatet blev i stedet en sanktionspolitik, som dog ikke reddede Abessinien men i stedet drev Italien over til den tyske side i form af Aksepagten.
Abessinienkrisen må ses som et af de mest skæbnesvangre skridt frem mod 2. verdenskrig.